# Szent Lőrinc

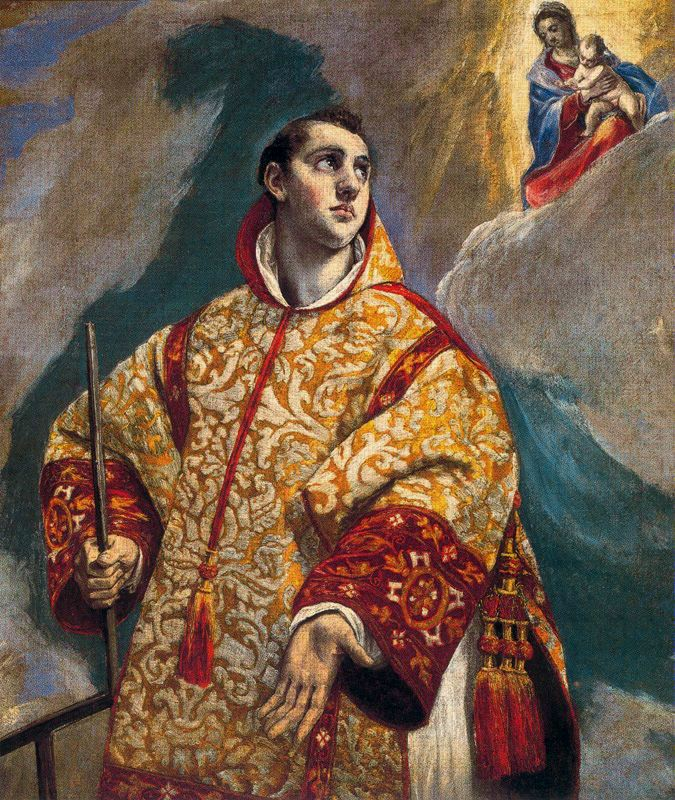
El Greco: A Szűzanya megjelenik Szent Lőrincnek

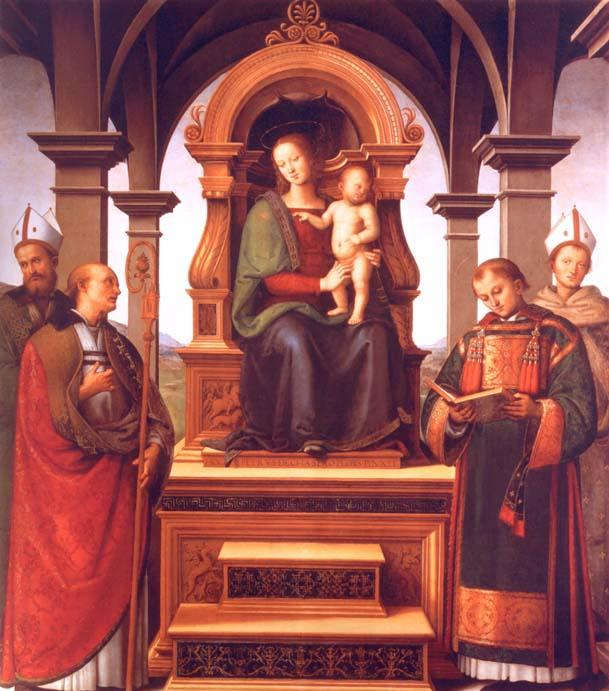
Pietro Perugino: Szűz Mária szentekkel (szent Lőrinc balról a második)

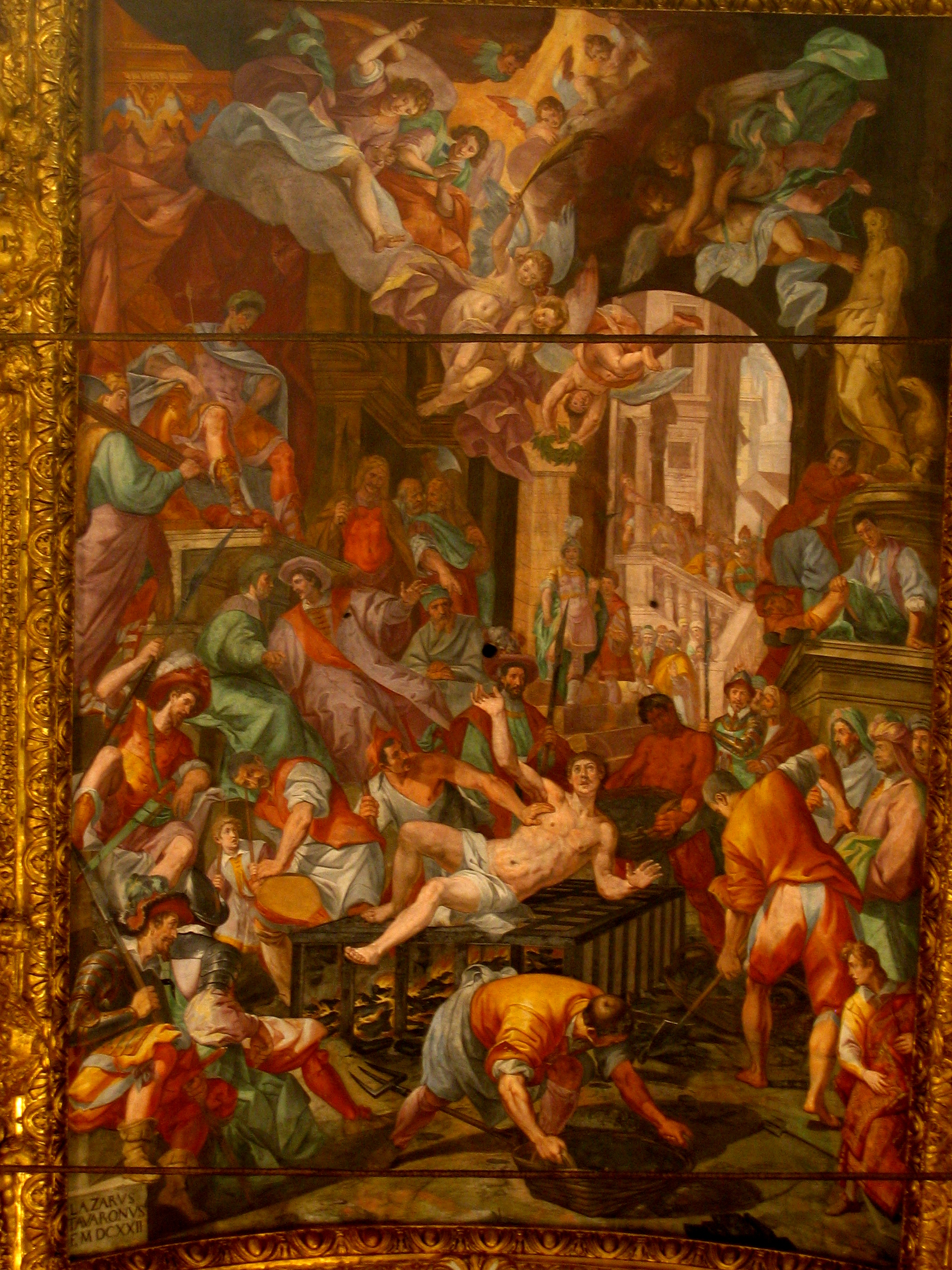
Lazzaro Tavarone:
Szent Lőrinc vértanúsága (1622) Genova, a Szent Lőrinc székesegyház freskója

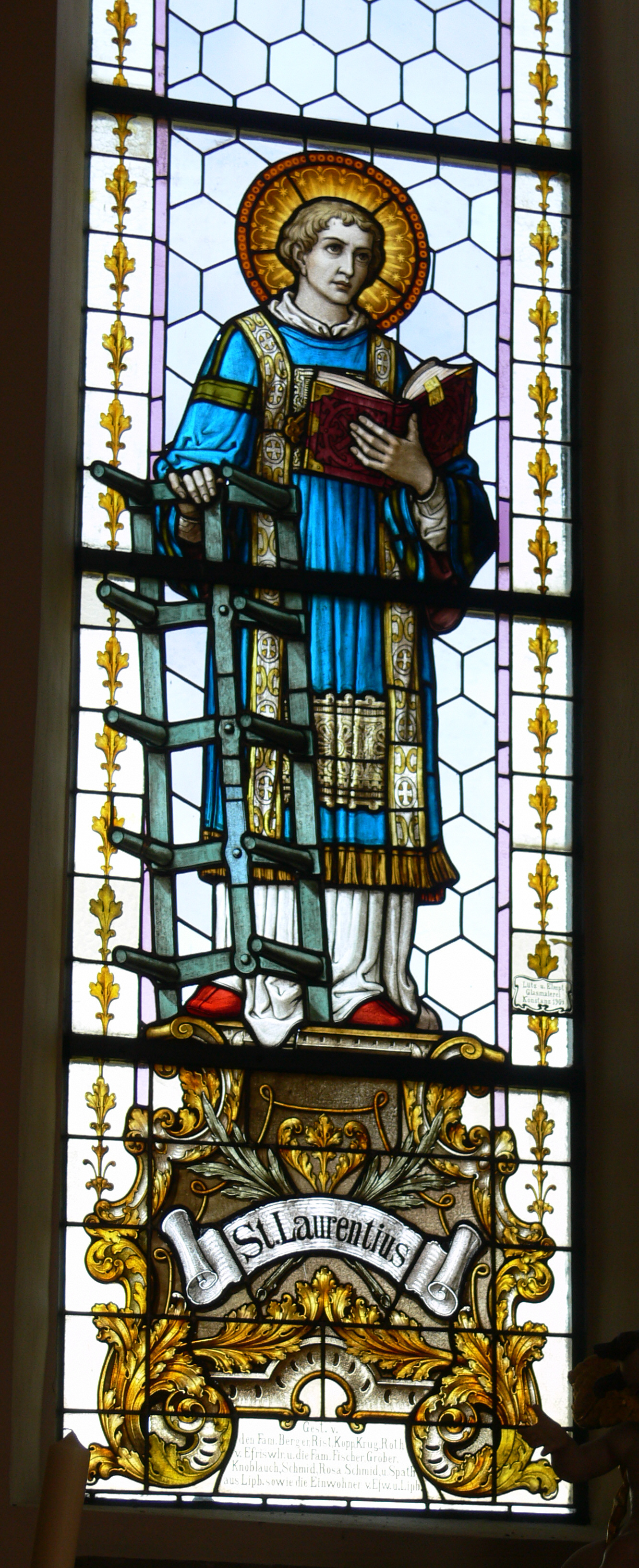
Szent Lőrinc Friedrichshafenben, a St. Gangolf templom festett üvegablakán

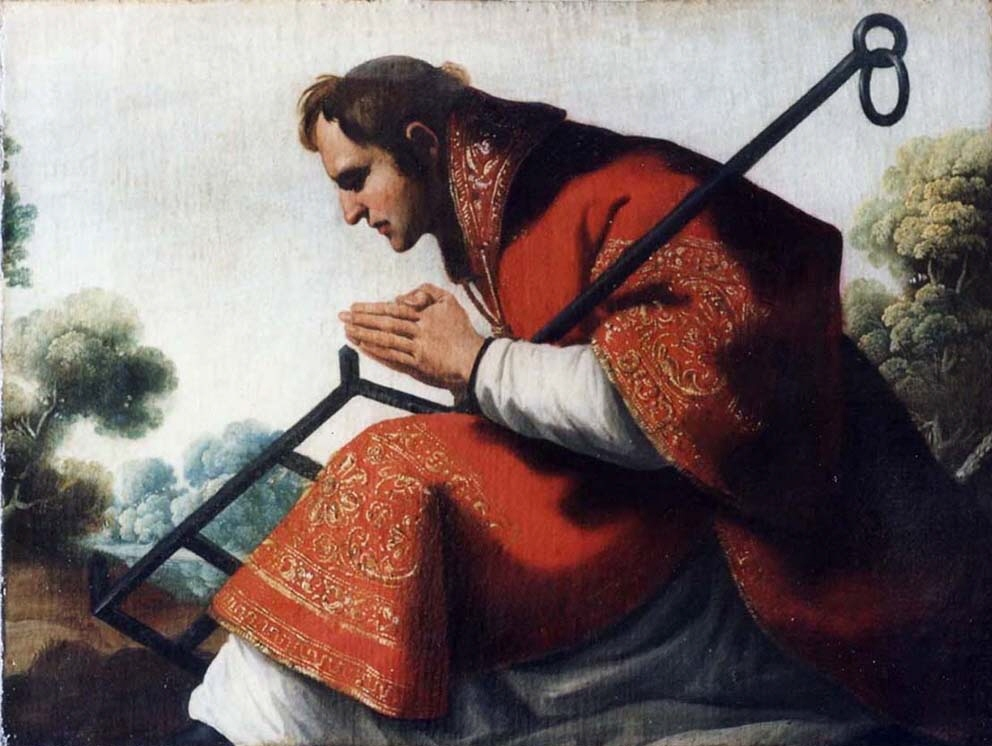
Francisco de Zurbarán: Szent Lőrinc

Szent Lőrinc (225? – Róma, 258. augusztus 10.?) a római katolikus egyház leginkább tisztelt szentjeinek egyike, annak ellenére, hogy életéről, haláláról és tetteiről vajmi keveset lehet tudni. A szentmise római kánonjában is helyet kapott, vértanúságának napja a régi római naptárban kiemelt ünnep volt.

## Halála
Valószínűnek tartják, hogy II. Szixtusz pápa diakónusa volt. Amikor a pápát 258. augusztus 6-án elfogták, rábízta az egyház kincseit azzal, hogy ossza szét az egészet a szegények között – egyúttal megjósolta, hogy három nappal utána Lőrinc is mártíromságra jut. Szent Ambrus mára elveszett források alapján írt beszámolója szerint Róma város prefektusa a pápa elfogása után Lőrinctől követelte az egyház kincseinek átadását. Ő három napot kért, hogy összeszedhesse, de ezalatt az idő alatt mindent megtett, hogy szétossza azt a város szegényei között. A legenda szerint, amikor három nap után 258. augusztus 10-én megjelent a prefektus előtt, magával vitt egy bénát, egy vakot, egy beteget és egy koldust és úgy mutatta be őket, mint az egyház valódi kincseit. A prefektus dühében behozatott a konyháról egy sütőrácsot, alá izzó szenet rakatott és ráfektette Lőrincet. Lőrinc nem mutatta ki borzalmas fájdalmait, hanem néhány perc után kérte, hogy fordítsák meg, mert „a háta már elkészült”, ezért kissé morbid módon évszázadokig a szakácsok és hússütők (rotisseurs), valamint a komikusok védőszentje volt, bár az újkorban e szerepet Venantius Fortunatus vette át, aki viszont sosem volt hivatalosan szentté avatva. Vértanúságának vélt helyén, a Via Tiburtina mellett (San Lorenzo (Róma)) már Nagy Konstantin bazilikát építtetett (San Lorenzo fuori le Mura), és ez hamarosan keresett zarándokhellyé vált.

## Tisztelete
Életrajza a 4. század vége után egyre újabb elemekkel bővült. Egyesek tudni vélik, hogy Hispaniából származott, és a pápa akkor ismerte meg, amikor egy toledói zsinaton vett részt. Ez képtelenség, mert az első toledói zsinat 589-ben volt – de ez a legenda nagyban hozzájárult ahhoz, hogy Lőrinc tisztelete elterjedjen Hispániában. Spanyolországban állítólagos hispániai származására hivatkozva mindmáig valóságos nemzeti szentnek tekintik. Tiszteletét erősítette, hogy a művészek nagyon gyakran ábrázolták együtt a két vértanú diakónust: Lőrincet és Vincét.
Német földön akkor lendült fel tisztelete, amikor I. Ottó 955-ben Augsburg mellett, Lech mezején éppen augusztus 10-én, azaz Szent Lőrinc ünnepén győzte le a kalandozó magyarokat.
Rendszerint fiatalembernek ábrázolják, diakónusi dalmatikában. Attribútuma a sütőrostély, mártíriuma a pecsenyévé pirító augusztusi forróság jelképe. Éppen ezért többnyire a tűzoltók és a tűzzel foglalatoskodó mesteremberek (szakácsok és hússütők) hívták segítségül, valamint az égési sebek gyógyításáért fordultak hozzá.
Ünnepét a magyar földművesek körében határnapnak tartják: a szólás szerint: „belepisilt Lőrinc a dinnyébe”, azaz a Lőrinc-nap után szedett dinnye már ízetlen és a húsa levet enged, „megvizesedik”. Az angol néphagyományban az augusztusi meteorhullást „Szent Lőrinc könnyeinek” hívják.

## Élete, tevékenysége
Legendája szerint a pápa fő diakónusa volt, így hat másik társának munkáját irányította. Különösen a szegényekkel és a betegekkel törődött: maga is mosta a szegények lábát, és rendszeresen osztott nekik alamizsnát. A legenda szerint sok beteget gyógyított meg csodálatos módon, és vakok szeme világát is visszaadta.